# Timer (album)
Timer è il secondo album di Gian Piero Reverberi pubblicato nel 1976 negli Stati Uniti dall'etichetta Pausa Records e in Italia dai Produttori Associati.

## Il disco
L'album è stato registrato ai Fonit Cetra Studios di Milano da Plinio Chiesa, remixato ai Kendun Recorders Studios di Burbank da John Calder e masterizzato da Arun Chakraverty.

## Tracce
1. Improvviso Fantasia Op. 66 (F. Chopin, G. P. Reverberi) - 8:40
2. Cat Casanova - 3:58
3. Timer - 4:23
4. Soana - 4:04
5. Roller - 5:17
6. Penny - 3:58
7. O Sole Mio - 3:13
8. Adagio Cantabile From Dalla Sonata Op. 13 (L. v. Beethoven, G. P. Reverberi) - 3:30
9. Album - 5:10

## Formazione
- Wanda Radicchi: voce
- Gian Piero Reverberi: armonica, voce, tastiera
- Gigi Cappellotto: basso
- Tullio De Piscopo: batteria, percussioni
- Marco Zoccheddu: chitarra elettrica
- Emilio Soana: tromba
- Hugo Heredia: flauto, sassofono contralto, sassofono tenore
- Mario Morosini: oboe